# Parashará
Parashará es el nombre de varios escritores de la India, especialmente de un mítico sabio hinduista.

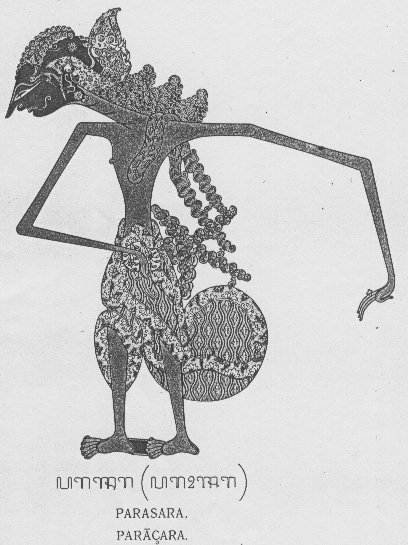
El sabio Parashará en el wayang (teatro de títeres javanés).

- parāśara, en el sistema AITS (alfabeto internacional de transliteración sánscrita).
- पराशर, en escritura devánagari.

Parashará era llamado Shakti-Purva (‘aquel cuyo antepasado era Shakti’) porque era hijo de Shakti Muni, quien era hijo del sabio Vásistha. Fue además padre del sabio Viasa (el más importante del hinduismo).
Hay varios textos que presentan a Parashará como autor u orador. Los estudiosos modernos creen que hubo varios individuos que utilizaron el nombre a lo largo del tiempo. Según los textos, el propio sabio nunca escribió los textos, sino que era un maestro itinerante. Los textos que se le atribuyen lo presentan como orador.

## Etimología
El término sánscrito parāśará proviene de la raíz parā-śṝí (‘aplastar, destruir’) y significa ‘aplastador, destructor’.

## Varios Parashará
Según el Sanskrit-English Dictionary del escritor británico Monier Monier-Williams (1819-1899), el término sánscrito Parashará se refiere a:
- aplastador, destructor.
- nombre de un particular animal salvaje.[2]
- nombre de un nāga (hombre-serpiente).[3]
- nombre de un hijo de Vásiṣṭha, o de un hijo del sabio Śakti Rishi y nieto del sabio Vásiṣṭha. Según el Majábharata fue padre de Viasa. Se le atribuyen los himnos de 1.65-73 y parte del 9.97 del Rig vedá.
- nombre de un hijo de Kuṭhumi.[4]
- Nombre del autor de un conocido código de leyes.
- Nombre de varios escritores sobre medicina y astrología.
- Jyotiḥ Parāśara: el astrónomo Parāshará.[5]
- Parashará Bhaṭṭa (siglo XII d. C.): nombre de un poeta y teólogo, hijo de Kurattazhvan (Kuresa) y discípulo de Ramanuya Acharia.

## Textos atribuidos a los variados Parasharás
- Autor de versos en el Rig-vedá: quedó registrado como autor de los himnos 1.65 a 73 y parte del 9.97 en el Rig-veda.
- Parashará-smriti (también llamado Parashará-dharma-samjitá), un código de leyes para la era actual kali iugá.
- Orador del Visnú-purana, que los estudiosos actuales consideran uno de los más antiguos Puranas.[6]
- Orador del Vriksá-aiurveda (‘conocimiento [revelado] sobre la salud de las plantas’), uno de los textos más antiguos de botánica, compuesto posiblemente en algún momento entre el siglo I a. C. y el IV d. C.[7]
- Orador del Brijat-parashará-jorá-shastra. Se cree que podría ser el texto fundacional de la astrología hinduista. Está escrito en sánscrito clásico, por lo que podría datar del siglo II o I a. C.

## El mítico sabio Parashará

### Genealogía
El dios creador Brahmá tuvo como hijo mental al sabio Vásishtha, quien con Arundhati tuvo un hijo llamado Shakti Muni, quien tuvo a Parashará.
Con la pescadora Satiávati, Parashará tuvo al sabio Viasa.
Viasa tuvo a Dhritarashtra, Pandú y Vidura mediante las esposas de su hermano muerto.
Tuvo a Shuka Deva Gosuami mediante su esposa, Pinjalā o Vatikā (hija del sabio Yabali)
Así Parashará era el bisabuelo de los dos gruposque pelearon en la batalla de Kuru Kshetra (contada en el Majábharata, los Kauravas y los Pāndavas.

### El seductor olor a pescado
El sabio Parashará, en uno de sus viajes a través del norte de la India, quiso pasar la noche en la aldea Kalpi, en el distrito Jalaun de la provincia Uttar Pradesh (en la India) a orillas del río Iamuna
Fue puesto en la casa del jefe de este pueblito de pescadores. Cuando amaneció, el jefe le ordenó a su hija virgen, la niña Satiávati, que cruzara al sabio en su bote de pesca. Una vez sobre el bote, Parashará sintió un fuerte olor a pescado. Él creía —según las escrituras hinduistas— que el sagrado río Ganges no contiene peces. Le preguntó a Satiávati de dónde salía ese olor tan espantoso. Satiávati era hija del pescador, y ella misma pescaba y comía peces. El olor provenía de ella misma. Al acercarse a la niña, el sabio Parashará se dio cuenta de que el olor provenía del cuerpo de ella, entonces la insultó llamándola Matsia Gandhi (‘olorosa a pescado’). Satiavati quedó avergonzada. Parashará se sintió atraído por su aroma y su sumisión, y le dio la bendición de que desde ese momento, el olor a pescado que emiten las mujeres fuera agradable para los varones.
En medio del río, el célibe sabio le propuso tener relaciones sexuales. Ella se negó, porque conocía la fama de los sabios errantes: él no se quedaría a vivir con ella y, al perder su virginidad, ella ya no se podría casar. El poderoso místico le prometió que, después de tener su hijo, ella seguiría siendo virgen. De todos modos ella se siguió negando, aduciendo que —según las escrituras sagradas hindúes—, un bote era un lugar pecaminoso para concebir un hijo. Entonces el sabio creó una isla en el medio del río Iamuna. La niña todavía se negó una vez más, ya que estaban a la vista de las personas presentes en ambas riberas del río. Entonces el sabio generó una densa niebla. Satiávati aceptó, tuvo relaciones con el sabio y concibió un niño en su vientre.

### El nacimiento de su hijo Viasa
Según la leyenda, Satiávati parió inmediatamente a Viasa.
El niño tenía la piel oscura, por lo que lo llamó Krisná (el cual era un nombre común, y no referido al dios Krisná, que no era conocido ya que nacería unos años más tarde). Como nació en una isla (en sánscrito, duipa), lo llamó Duaipa Aiana (‘nacido en una isla’). También sería conocido como Satiávatī Suta, Sātiávata y Sātiávateia (que significan ‘hijo de Satiávati‘). Apenas nació, el bebé se convirtió en adulto y abandonó la isla por sus propios medios, adoptando la vida de un asceta. Se convirtió en uno de los majārshis (grandes rishis o sabios).

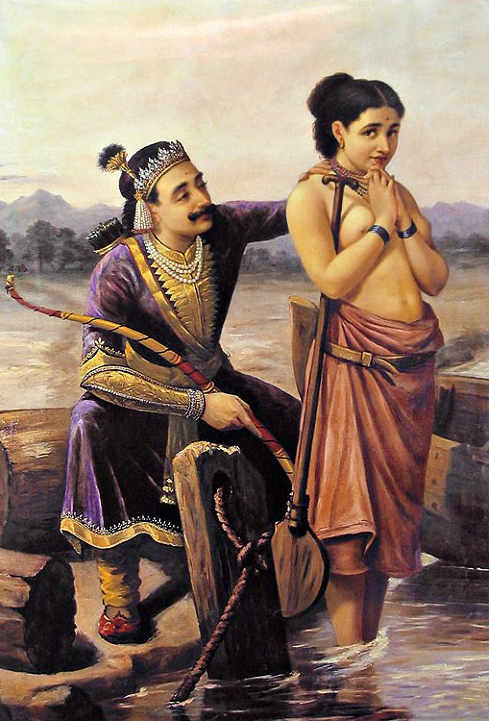
El rey Shámtanu se enamora de la niña Satiávati.

El sabio Parashará abandonó a Satiávati, ya que él era famoso como un sabio vagabundo y solitario.
Ella volvió virgen a la aldea, y tiempo después se casó con el rey Shántanu, quien se sintió atraído con el fuerte aroma sexual de la niña.

### El ataque al áshrama de Parashará
Tiempo después, su áshram fue atacado por guerreros desconocidos, quienes incendiaron su áshram.
Parashará sobrevivió, pero le quebraron o hirieron una pierna.
En esa época se desconocían métodos efectivos de curación, por lo que quedó lisiado para siempre.
Fue conocido desde entonces como el «sabio cojo».

### Muerte de Parashara
Cuando Parashara estaba caminando por un denso bosque, él y sus discípulos fueron perseguidos por lobos. Los estudiantes corrieron, pero Parashará no podía hacerlo, por lo que los lobos lo mataron y lo devoraron. 
En la literatura de la India es común que los sabios tuvieran muertes violentas: por ejemplo, 
el sabio Yaimini fue aplastado por elefantes,
el sabio Gótama fue comido por caníbales (raksasas), y
el sabio Viasa fue asesinado en un palacio por los hijos del rey-dios Krisna.

## El Parashará botánico
Parashará (entre el siglo I a. C. y el IV d. C.) fue un escritor indio que compiló la obra Vrikshá aiur vedá (lit. ‘conocimiento [revelado] acerca de la longevidad de las plantas’) una de las primeras obras de Botánica escritas desde un punto de vista científico.